# Metoda repetycyjna pomiaru kąta
Metoda repetycyjna pomiaru kąta – metoda wielokrotnego pomiaru kąta poziomego, celem uzyskania jak najwyższej dokładności. Metoda repetycyjna wymaga sprzęgu repetycyjnego, tzn. muszą istnieć łączenia między limbusem a spodarką i limbusem a alidadą.
Stosowana głównie w kopalniach, w ciągach poligonowych w osnowie pomiarowej i szczegółowej oraz przy pomiarach mało dokładnymi teodolitami. Istotną zaletą metody, jest znacznie zmniejszony wpływ błędów odczytu, ponieważ różnicę odczytów dzieli się przez liczbę powtórzeń (repetycji).

## Przebieg pomiaru kąta metodą repetycyjną
1. Ustawienie limbusa w taki sposób, by wskazywał 0g, a następnie sprzęgnięcie alidady z limbusem;

2. Nakierowanie sprzęgniętego instrumentu na cel lewy;

3. Rozprzęgnięcie alidady i limbusa, naprowadzenie osi celowania lunety na cel prawy i odczyt wartości na limbusie;

4. Ponowne sprzęgnięcie alidady z limbusem i powtórzenie punktów 2. i 3. co najmniej dwukrotnie;
Po wykonaniu pomiarów z punktu lewego na prawy, należy wykonać tę samą liczbę pomiarów z punktu prawego na lewy;
5. Nakierowanie sprzęgniętego teodolitu na punkt prawy;

6. Rozprzęgnięcie instrumentu; nakierowanie lunety na cel lewy i odczyt wartości z limbusa;

7. Ponowne sprzęgnięcie alidady z limbusem i powtórzenie punktów 5. i 6.

8. Po zakończeniu pomiaru, wartość odczytana z limbusa powinna wynosić lub być bliska 0g.
Wartość mierzonego kąta w pierwszym (βI) i drugim (βII) położeniu lunety można przedstawić wzorem:
{\displaystyle \beta _{\text{I/II}}={\frac {O_{k}-O_{p}}{n}},}
gdzie:
Op, Ok – odczyt wartości początkowej i końcowej limbusa,
n – liczba powtórzeń (repetycji) pomiaru kąta.
Ostateczna wartość kąta β wynosi:
{\displaystyle \beta ={\frac {\beta _{\text{I}}+\beta _{\text{II}}}{2}}.}